# Ausschuss für Arbeitsstätten
Der Ausschuss für Arbeitsstätten (ASTA) ist in Deutschland ein gemäß § 7 der deutschen Verordnung über Arbeitsstätten (Arbeitsstättenverordnung) einzusetzendes ehrenamtlich tätiges Gremium. Die Geschäftsführung liegt bei der Bundesanstalt für Arbeitsschutz und Arbeitsmedizin (BAuA). Der Ausschuss gibt sich eine Geschäftsordnung und wählt den Vorsitzenden aus seiner Mitte. Die Geschäftsordnung und die Wahl des Vorsitzenden bedürfen der Zustimmung des Bundesministeriums für Arbeit und Soziales.
Der ASTA berät das Bundesministerium für Arbeit und Soziales (BMAS) bei Fragen zum Arbeitsschutz bei Arbeitsstätten. Zudem zählt zu seinen Aufgaben die Erarbeitung von Technischen Regeln für Arbeitsstätten (ASR). 
Der ASTA hat 15 Mitglieder. Vonseiten der Arbeitgeber, der Gewerkschaften, der Landesbehörden, der gesetzlichen Unfallversicherung und Sachverständigen sind jeweils drei Personen benannt. Für jedes Mitglied ist ein stellvertretendes Mitglied benannt. Die Mitgliedschaft im Ausschuss für Arbeitsstätten ist ehrenamtlich.

## Aufgaben
Zu den Aufgaben des Ausschusses gehört es:
1. dem Stand der Technik, Arbeitsmedizin und Arbeitshygiene entsprechende Regeln und sonstige gesicherte wissenschaftliche Erkenntnisse für die Sicherheit und Gesundheit der Beschäftigten in Arbeitsstätten zu ermitteln,
2. Regeln zu ermitteln, wie die in dieser Verordnung gestellten Anforderungen erfüllt werden können, und
3. das Bundesministerium für Arbeit und Soziales in Fragen der Sicherheit und des Gesundheitsschutzes in Arbeitsstätten zu beraten.